# Renault Type DM

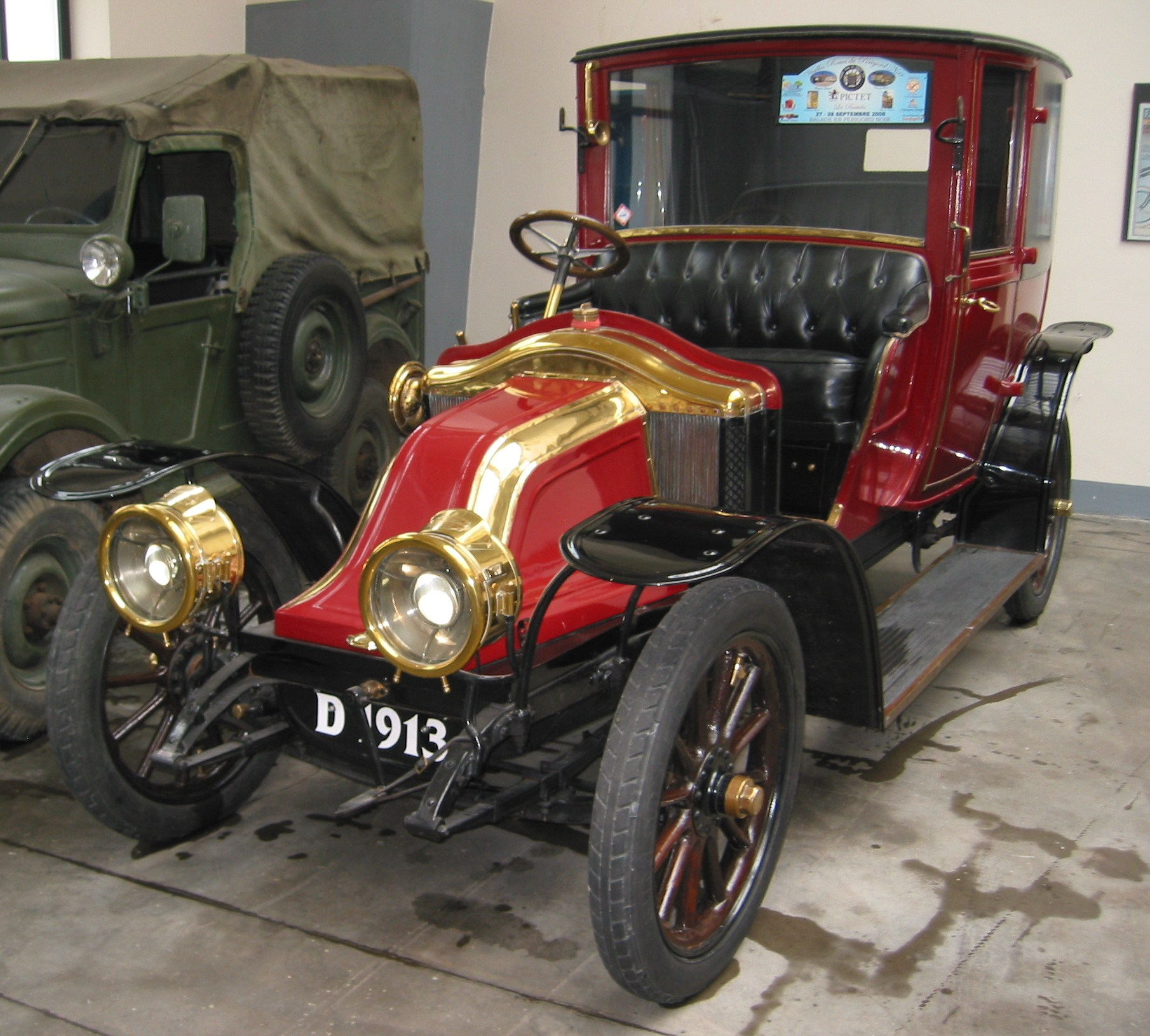
Renault Type DM Limousine mit offenem Fahrerabteil von Labourdette (1913)

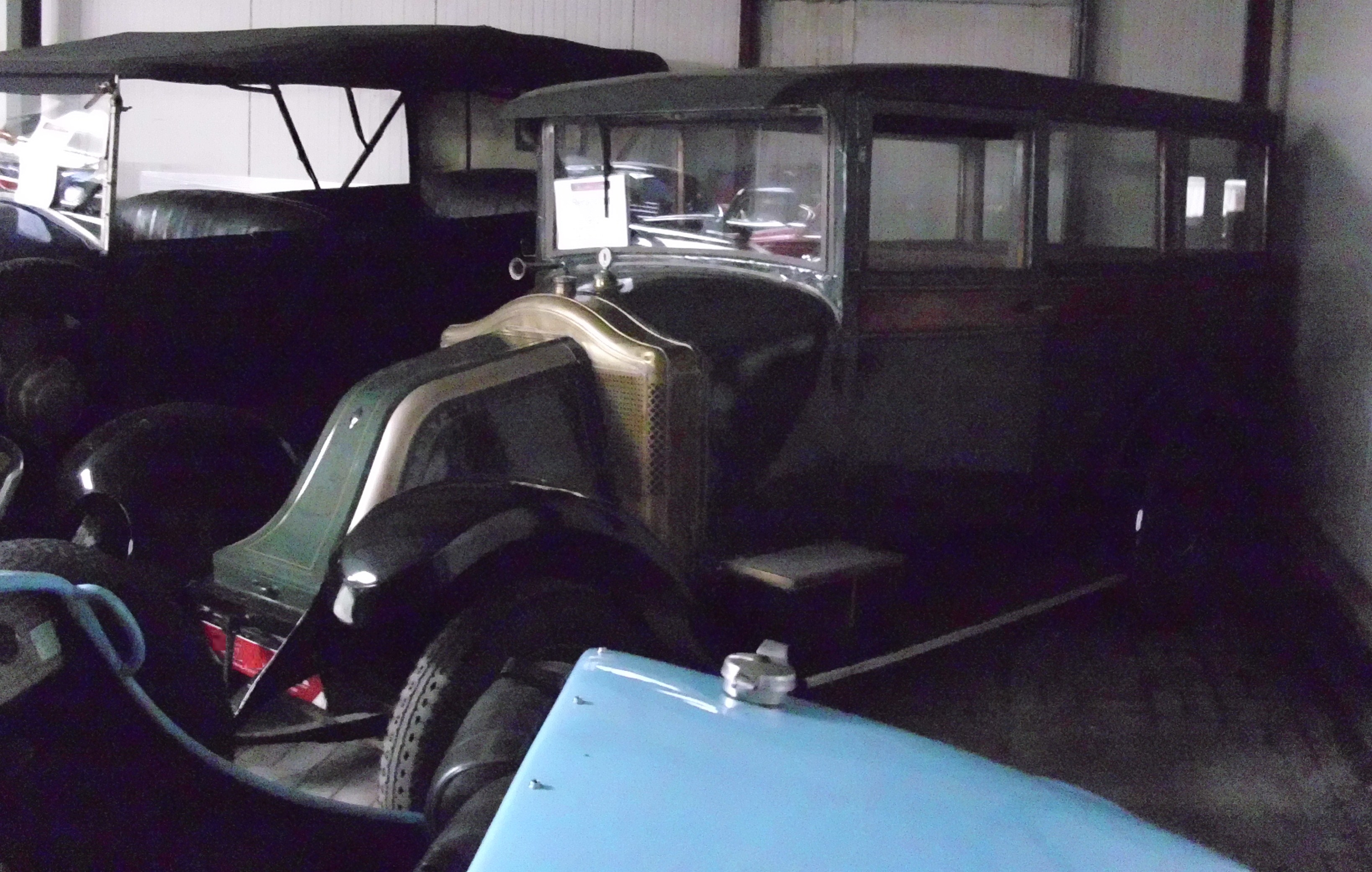
Renault Type DM Limousine (1913)

Der Renault Type DM war ein frühes Personenkraftwagenmodell von Renault. Er wurde auch 11 CV genannt.

## Beschreibung
Die nationale Zulassungsbehörde erteilte am 16. Januar 1913 ihre Zulassung. Vorgänger war der Renault Type CQ. 1914 folgte der Nachfolger Renault Type ER.
Ein wassergekühlter Vierzylindermotor mit 75 mm Bohrung und 120 mm Hub leistete aus 2121 cm³ Hubraum 11 PS. Die Motorleistung wurde über eine Kardanwelle an die Hinterachse geleitet. Die Höchstgeschwindigkeit war je nach Übersetzung mit 37 km/h bis 50 km/h angegeben.
Bei einem Radstand von 300,5 cm und einer Spurweite von 134 cm war das Fahrzeug 421 cm lang und 161,5 cm breit. Der Wendekreis war mit 10 Metern angegeben. Das Fahrgestell wog 650 kg. Zur Wahl standen Torpedo, Limousine und Roadster.
Das Fahrgestell kostete 1913 mit normalen Reifen 6800 Franc, mit abnehmbaren Reifen 7175 Franc und 1914 mit abnehmbaren Reifen 6900 Franc. Der Preis für einen fünfsitzigen Torpedo stieg von 8200 Franc im Jahre 1913 auf 8500 Franc im Folgejahr.